# Harde valuta
Harde valuta of sterke munt is in de economie een term voor een wereldwijd verhandeld valuta, die kan dienen als een betrouwbare en stabiele waardeopslag. Factoren die bijdragen tot een harde valuta status kunnen zijn: 
- De politieke stabiliteit
- Lage inflatie
- Consistente monetair en fiscaal beleid
- Ondersteuning door de reserves van edelmetalen.

Ook van belang is op lange termijn een stabiele of stijgende trend-waardering ten opzichte van andere valuta op een handels-gewogen basis.
Vanaf 2008 omvat harde valuta onder andere de Amerikaanse dollar, de euro, de Zwitserse frank, het Britse pond, de Noorse kroon, de Zweedse kroon, de Canadese dollar, de yen en de Australische dollar.
De sterke neerwaartse trend van de dollar-index (USDX) sinds november 2006 heeft haar positie verzwakt als harde valuta ten opzichte van andere valuta's. Voor de komst van de euro, werd de Duitse mark beschouwd als een van de beste harde valuta.
In sommige economieën, vooral planeconomieën of die, die gebruikmaken van een zachte valuta, zijn er speciale winkels die alleen harde valuta te accepteren. Voorbeelden hiervan zijn Tuzex winkels in het voormalige Tsjechoslowakije, Intershops in de DDR of Friendship Stores in de Volksrepubliek China in de begin jaren 1990. Deze winkels bieden een grotere verscheidenheid van goederen - waarvan vele schaars zijn of ingevoerd - dan standaard winkels.